# 6 Dywizjon Artylerii Przeciwlotniczej (PSZ)
6 Dywizjon Artylerii Przeciwlotniczej (6 daplot.) – oddział artylerii przeciwlotniczej 6 Dywizji Piechoty Polskich Sił Zbrojnych.

## Formowanie i zmiany organizacyjne
Formowanie 6 dywizjonu artylerii przeciwlotniczej rozpoczęto 17 września 1941 r. w Tockoje, przy 6 pułku artylerii lekkiej z zasobów 4 pułku marszowego, formowanej 6 Lwowskiej DP. Do dywizjonu przydzielono oficerów i szeregowych wywodzących się spośród jeńców wojennych zwolnionych z sowieckich obozów. Dodatkowo do dywizjonu kierowani byli żołnierze, którzy służyli w 1939 r. w pododdziałach i oddziałach artylerii przeciwlotniczej przybywający z więzień, obozów pracy i zesłania. Pełniącym obowiązki dowódcy dywizjonu został ppor. rez. Albin Miklasz. W połowie października 1941 r. dowództwo objął mjr st. spocz. Gustaw Piwakowski. Z uwagi na stan fizyczny i sanitarny przybywających żołnierzy starano się zapewnić im podstawowe warunki bytowe i zdrowotne. Brakowało dostatecznej ilości umundurowania, żywności i leków oraz butów. Dywizjon kwaterował głównie w namiotach, potem w ziemiankach. Stan osobowy dywizjonu nie otrzymał żadnej broni i wyposażenia niezbędnego do szkolenia. Po sformowaniu dywizjonu według etatu radzieckiego, podjęto podstawowe szkolenie wojskowe, ale głównie ze względu na niskie temperatury starano się zapewnić podstawowe warunki zakwaterowania. W listopadzie 1941 w garnizonie Tockoje był dowódca Polskich Sił Zbrojnych w ZSRR gen. dyw. Władysław Anders, a w grudniu 1941 Naczelny Wódz gen. broni Władysław Sikorski. Przed którymi dywizjon defilował. W styczniu 1942 r. 6 daplot. został przewieziony transportem kolejowym do stacji kolejowej w Jakkobak, gdzie dywizjon został zakwaterowany 1 km od stacji w barakach, następnie chroniąc się od gorąca w ziemiankach. Pod koniec marca z dywizjonu odjechało kilku szeregowych i jeden oficer aktualnie nie nadających się do walki, w ramach I ewakuacji z ZSRR na Bliski Wschód. Prowadzono kursy i w ograniczonym zakresie szkolenie, głównie teoretyczne, dywizjon jak i cała 6 DP nie posiadał uzbrojenia strzeleckiego i artyleryjskiego oraz żadnego sprzętu do szkolenia. W sierpniu 1942 r. wraz z 6 DP dywizjon został przetransportowany do Krasnowodzka i drogą morską ewakuowany do Pahlevi w Iranie, gdzie przybył 24 sierpnia. Z chwilą wyjazdu dywizjon liczył ponad 250 żołnierzy. Po zejściu ze statku chorzy żołnierze zostali zabrani do szpitala, pozostali poddani dezynfekcji i po okresie kwarantanny zostali drogą kołową przetransportowani do Iraku. 8 września 1942 r. 6 daplot. dotarł do obozu wojskowego w Khanaquin. Prowadzono na miejscu początkowo działania prozdrowotne, leczono żołnierzy z malarii, szkorbutu, prowadzono odżywianie, lekkie zajęcia sportowe i umiarkowane wojskowe. 22 września dywizjon został przeniesiony do Kizył Ribat. Na początku listopada do dywizjonu przybyła grupa oficerów i podchorążych z jednostek PSZ z Wielkiej Brytanii. Nastąpiła zmiana dowódcy dywizjonu, mjr. Gustaw Piwakowski został przeniesiony do II grupy oficerów, dowódcą dywizjonu został kpt. Stanisław Małecki. Dotychczasowa 2 bateria została przeniesiona w całości do organizującego się 7 pułku artylerii przeciwlotniczej lekkiej. Do 6 daplot. napłynęli oficerowie i szeregowi z innych oddziałów, przeprowadzono jego reorganizację. Nadano nową nazwę 6 Lwowski dywizjon artylerii przeciwlotniczej. Utworzono dowództwo dywizjonu i trzy baterie artylerii przeciwlotniczej. W grudniu 1942 dywizjon został przetransportowany do bazy wojskowej w Habbaniya nad Eufratem niedaleko Bagdadu i wszedł w skład zgrupowania artylerii przeciwlotniczej, w ramach którego prowadzono szkolenie specjalistyczne, motorowe, artyleryjskie oraz prowadzono wyposażenie w broń i sprzęt brytyjski. 11 marca na podstawie rozkazu dowódcy APW rozformowano 6 Lwowską DP, a 6 lwowski daplot. wszedł w skład 5 Kresowego pułku artylerii przeciwlotniczej lekkiej jako jego III dywizjon. Wraz z nim dzielił jego dalsze losy, wziął udział w walkach na froncie we Włoszech w składzie 2 Korpusu Polskiego.   

## Obsada personalna

### Obsada dowódcza dywizjonu w ZSRR 1941–1942[5]
- dowódca dywizjonu – p.o. ppor. rez. Albin Miklasz (od 17 IX – 17 X 1941), mjr st. spocz. Gustaw Piwakowski
- adiutant dywizjonu – ppor. Antoni Podobiński
- kwatermistrz –  kpt. art. Dobosz
- oficer techniczny – por. br. panc. Antoni Stabrowski
- płatnik – ppor. int. Antoni Mitręga
- dowódca 1 baterii – por. rez. Albin Miklasz
- dowódca 2 baterii – por. Adam Kijowski

### Obsada dowódcza 6 Lwowskiego daplot. w Iraku 1942–1943[6]
- dowódca dywizjonu – kpt. Stanisław Małecki
- zastępca dowódcy dywizjonu – kpt. Konstanty Kasprzykowski
- dowódca 7 baterii – por. Albin Miklasz
- dowódca 8 baterii – por. Stanisław Antończyk
- dowódca 9 baterii – por. Marian Skowron